# 6209 Швабен
6209 Швабен (6209 Schwaben) — астероїд головного поясу, відкритий 12 жовтня 1990 року.
Тіссеранів параметр щодо Юпітера — 3,509.